# Vetenskapsåret 1857

## Händelser
- 22 juni - Brittiska patentverket (Patent Office, 1852) öppnar ett museum. Under dess första tjugo år registreras 4,1 miljoner besök.

## Pristagare
- Copleymedaljen: Michel Eugène Chevreul, fransk kemist.
- Wollastonmedaljen: Joachim Barrande, fransk geolog och paleontolog. [1]

## Födda
- 8 augusti - Henry Fairfield Osborn (död 1935), amerikansk paleontolog och geolog.

## Avlidna
- 23 maj - Augustin Louis Cauchy (född 1789), fransk matematiker.
- 29 juli - Charles Lucien Bonaparte (född 1803), fransk biolog.
- 12 augusti - William Conybeare (född 1787), brittisk geolog.
- 15 december - George Cayley (född 1773), engelsk flygpionjär.
- 17 december - Francis Beaufort (född 1774), brittisk amiral och hydrograf.

### Fotnoter
1. ↑  ”Geological Society”. Arkiverad från originalet den 5 juni 2011. https://web.archive.org/web/20110605102217/http://www.geolsoc.org.uk/gsl/society/history/page750.html. Läst 13 april 2011.